# 南鳥島ロランC局

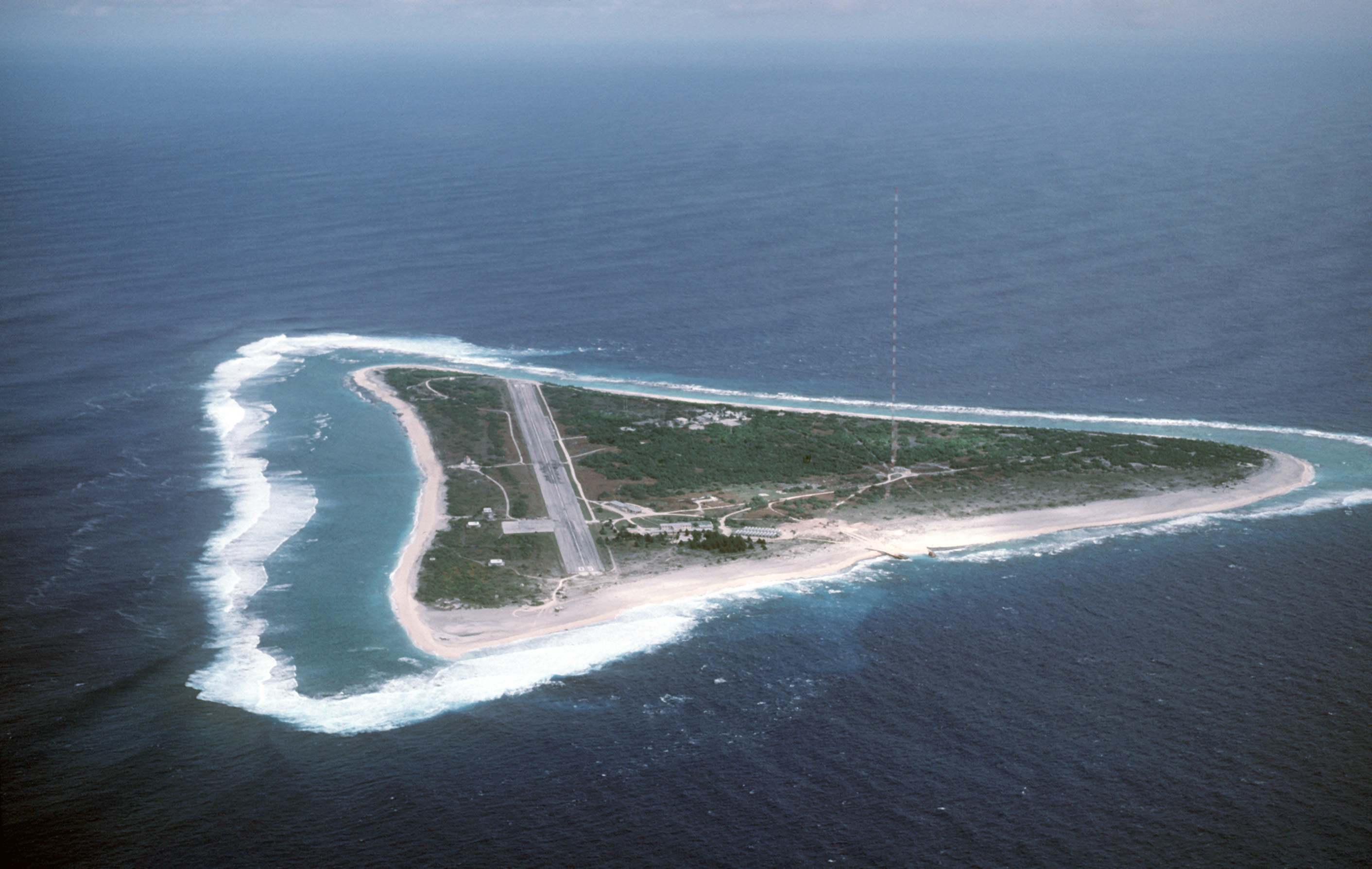
南鳥島ロランC局(1987年)

南鳥島ロランC局（みなみとりしまロランシーきょく）は、かつて東京都小笠原村の南鳥島にあったLORANの施設。
1968年（昭和43年）6月26日に小笠原諸島が日本に返還された時から1975年（昭和50年）に対馬オメガ局送信用鉄塔が完成するまでの期間において、硫黄島ロランC主局とともに日本一高い構造物であった。

## 概要
高さ411.48mの初代アンテナマストは、返還前の1963年（昭和38年）にアメリカ合衆国の沿岸警備隊によって建設された。発破解体撤去工事は1986年（昭和61年）4月10日に行われ、跡には記念碑が残った。
高さ213.4mとなった2代目アンテナマストは1985年（昭和60年）に建設され、1993年（平成5年）に海上保安庁の管理となるが、腐食が激しくなったために2000年（平成12年）9月20日に発破解体工事を実施して3代目に建て替えられた。
しかし、GPSの普及に伴い、2009年（平成21年）5月に廃止が決定し、同年12月1日9時をもって廃止された。2010年（平成22年）1月24日には発破解体工事が実施され、アンテナマストは南鳥島から撤去された。
完成時の1963年（昭和38年）には東京タワー（332.6m）を抜く高さを誇ったが、この時点では日本の実効支配がおよんでいない土地であったため、名実ともに「日本一高い構造物」であったのは、1968年（昭和43年）6月26日に南鳥島が日本に返還された時より1975年（昭和50年）に対馬にオメガタワーが完成するまでの期間であった。